# (24603) Mécisthée
(24603) Mécisthée ou (24603) Mécistée, désignation internationale (24603) Mekistheus, est un astéroïde troyen jovien.

## Description
(24603) Mécisthée est un astéroïde troyen jovien, camp grec, c'est-à-dire situé au point de Lagrange L4 du système Soleil-Jupiter. Il présente une orbite caractérisée par un demi-grand axe de 5,169 UA, une excentricité de 0,130 et une inclinaison de 6,6° par rapport à l'écliptique.
Il est nommé en référence au personnage de la mythologie grecque Mécistée, fils de Talaos, acteur du conflit légendaire de la guerre de Troie.

## Compléments